# Liste des maires de Millau
Cet article dresse une liste par ordre de mandat des maires de Millau.

## Liste des maires

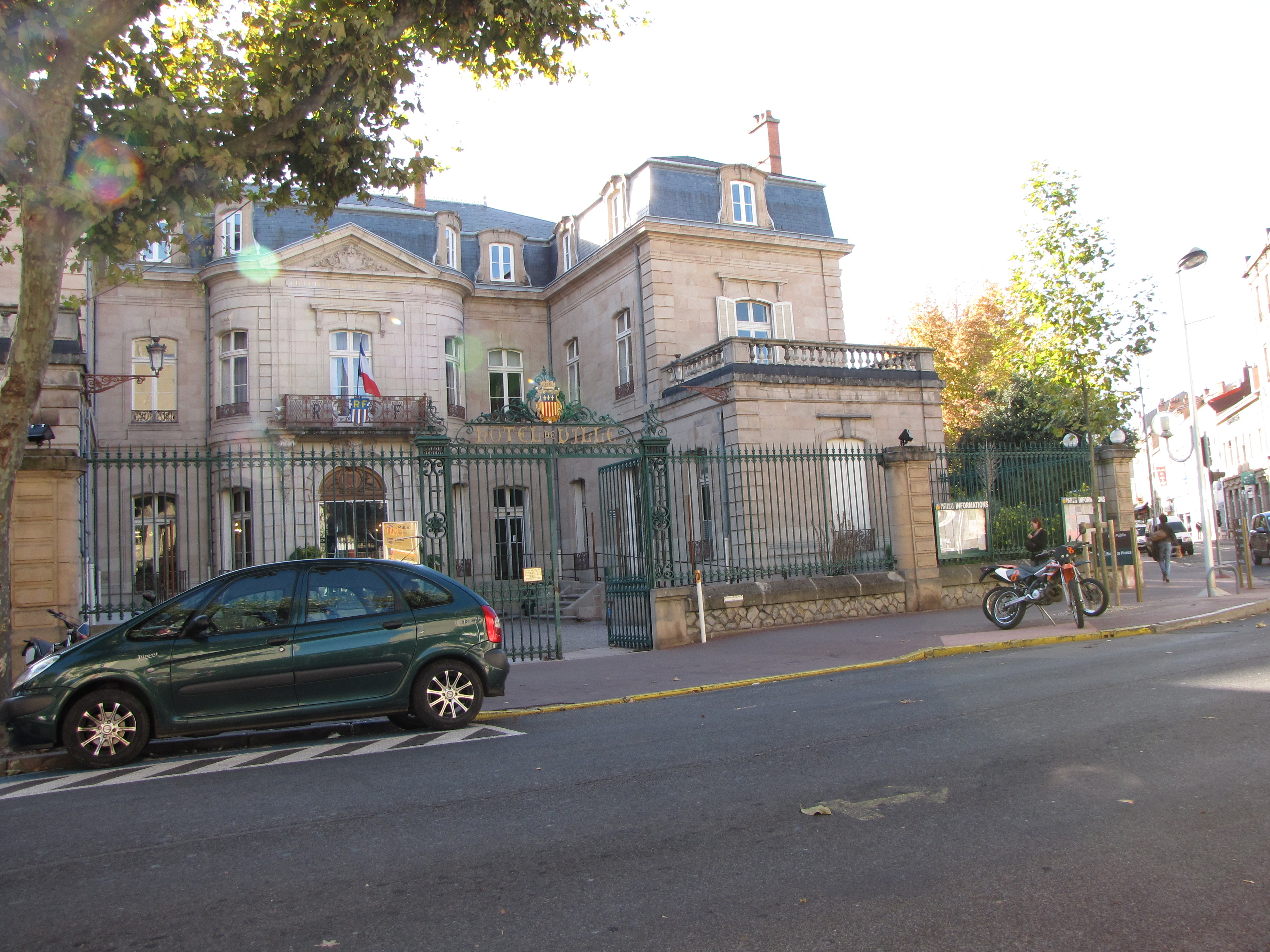
L'hôtel de ville de Millau.

| Période        | Période      | Identité                            | Étiquette                            | Qualité |
| -------------- | ------------ | ----------------------------------- | ------------------------------------ | --- |
| 1813           | 1816         | Dalbis                              | Bonapartiste                         | |
| 1816           | 1830         | Claude de Bourzes                   | Légitimiste                          | |
| 1830           | 1848         | Louis Philippe de Gaujal-Saint-Maur | Orléaniste                           | Officier de cavalerie                                                                                      |
| 1848           | 1855         | Aristide Rouvelet                   | Républicain modéré puis bonapartiste | Rentier, ancien sous-préfet                                                                                |
| 1855           | 1865         | Achille Villa                       | Bonapartiste                         | Banquier                                                                                                   |
| 1865           | 1871         | Jules Rouvelet                      | Bonapartiste                         | |
| 1871           | 1875         | Clément Monestier                   |                                      | Notaire |
| 1875           | 1877         | Sully Chaliès                       | Rép. modéré                          | Avocat |
| 1877           | 1878         | Eugène Lacroix                      |                                      | Avoué |
| 1878           | 1880         | Sully Chaliès                       | Rép. modéré                          | Avocat |
| 1880           | 1884         | Ernest Abric                        | Radical                              | Notaire |
| 1884           | 1888         | Émile Viguier                       |                                      | Colonel retraité                                                                                           |
| 1888           | 1894         | Sully Chaliès                       | Rép. modéré                          | Avocat |
| 1894           | 1900         | Étienne Delmas                      | Rép. modéré                          | Avocat |
| 1900           | 1904         | Sully Chaliès                       | Rép. modéré                          | Avocat |
| 1904           | 1905         | Frédéric Bompaire                   | Radical                              | Avocat |
| 1905           | 1912         | André Balitrand                     | Radical                              | Député |
| 1912           | 1925         | Paul Guibert-Gaillard               | Radical                              | Fabricant de gants                                                                                         |
| 1925           | 1930         | François Barsalou                   | Radical                              | Médecin |
| 1930           | 1933         | Maurice Baud                        | Radical                              | |
| 1933           | 1935         | François Barsalou                   | Radical                              | Médecin |
| 1935           | 1945         | René Caussignac                     |                                      | Receveur de l'Enregistrement                                                                               |
| 1945           | 1947         | Pierre Bousquet                     |                                      | |
| 1947           | 1949         | Louis Bernad                        | MRP                                  | Avocat |
| 1949           | 1965         | Charles Dutheil                     | MRP                                  | Employé de banque                                                                                          |
| 1965           | 1971         | André Maury                         |                                      | Employé de banque                                                                                          |
| 1971           | 1976         | Jean Gabriac                        | UDR                                  | Médecin |
| 1976           | 1977         | Jean-Louis Esperce                  | UDR                                  | Avocat |
| 1977           | 1983         | Manuel Diaz                         | MRG                                  | Industriel, directeur de société                                                                           |
| 1983           | 1995         | Gérard Deruy                        | PS                                   | Conseiller général de Millau-Ouest (1973-1985)                                                             |
| 1995           | 2008         | Jacques Godfrain                    | RPR puis UMP                         | Conseiller régional de Midi-Pyrénées (1992-1998) Député (1997-2007) Ministre de la Coopération (1995-1997) |
| 2008           | 5 avril 2014 | Guy Durand                          | PS                                   | Conseiller général de Millau-Ouest (1998-2004) Conseiller général de Millau-Est (2008-2015)                |
| 5 avril 2014   | 2020         | Christophe Saint-Pierre,            | UMP puis LR                          | Conseiller régional d'Occitanie,                                                                           |
| 3 juillet 2020 | En cours     | Emmanuelle Gazel                    | PS                                   | Conseillère régionale d'Occitanie Présidente de la Communauté de communes de Millau Grands Causses         |